# カーチス ロビン
カーチス ロビン( Curtiss Model 50 Robin)は1928年に開発された、カーチスが開発製造していた高翼単葉の輸送機である。
750機ほどが生産され、ニューヨークーアイルランド間のダグラス・コリガンの飛行とキー兄弟の空中給油による長距離飛行に使われた機体である。

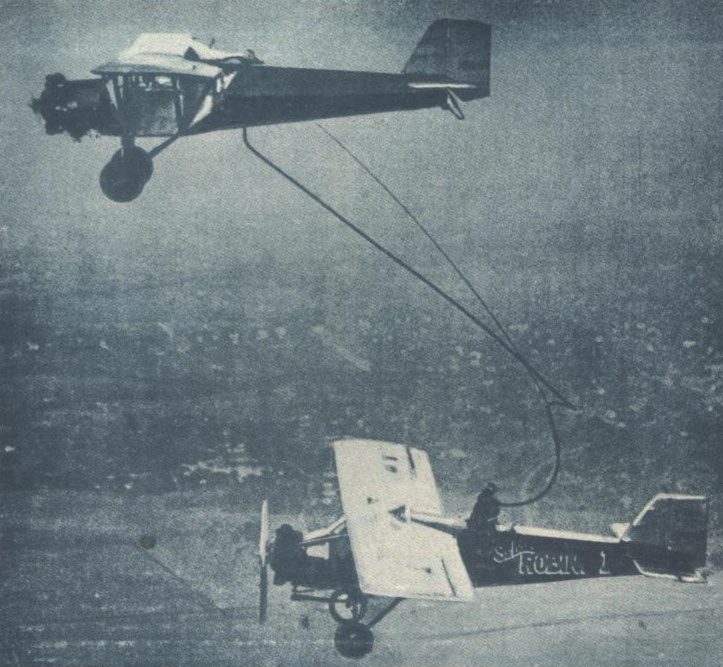
1929年7月に Dale Jackson と Forest O'Brineの操縦で空中給油して17日12時間11分の連続滞空記録をつくった"St. Louis"号

初期型はV型8気筒、90馬力の OX-5 エンジンを搭載した。後のModel C-1で、170馬力から185馬力のカーチス チャレンジャー エンジンが搭載されるようになった。
木製の主翼と鋼管構造の胴体を持ち、操縦席の後ろに並列に置かれた2席の客席が設けられた。初期型は主翼の支柱に大きなフェアリングが設けられたのが特徴であるが、揚力に対する効果がなかったので後期型では廃止された。
初期型の脚の緩衝装置はゴム・コードであったが、後に油圧式に改められた。フロートをつけ水上機にされたものも多かった。価格は7,500ドルであった。
110馬力のエンジンを付けた軍用型が作られXC-10の名前が付けられアメリカ陸軍でテストされた。無線操縦の試験に使われた。

## スペック(Robin OX-5)
- 乗員：3人
- 全長：7.65 m
- 翼巾：12.5 m
- 全高：2.44 m
- 翼面積：20.72 m2
- 機体重量：743 kg
- 最大離陸重量：1180 kg
- エンジン：Curtiss OX-5 水冷V8レシプロエンジン, 90 hp (67 kW)

- 最大速度：190 km/h
- 航続距離：800 km
- 上昇限度：3,800 m
- 上昇率：195 m/min （高度 0m)